# Mengíbar
Mengíbar è un comune spagnolo di 8 795 abitanti situato nella comunità autonoma dell'Andalusia.
Nel suo territorio il fiume Guadalbullón confluisce nel Guadalquivir.

## Geografia fisica
Il confine settentrionale corrisponde al Guadalquivir.